# 이익춘
이익춘(李益春, Lee Ik-choon, 1929년 7월 19일 ~ 2016년 9월 13일) 인하대학교 명예교수, 화학자이다.

## 학력
- 1956 서울대학교 화학과 졸업

- 1959~1960 영국 버밍엄대학 대학원 이학석사(화학)
- 1960∼1962 영국 런던대학 대학원 이학박사(화학)

## 경력
- 1962∼1965 원자력연구소 연구관
- 1965∼1973 서울대학교 공과대학 조교수, 부교수
- 1973~1994 인하대학교 이과대학 화학과 교수
- 1973~1981 인하대학교 이과대학 학장
- 1991~1992 대한화학회 회장
- 1992~1994 인하대학교 대학원장

## 포상
- 1982 대통령 표창
- 1987 제1회 춘강상
- 1993 서울시 문화상
- 1994 대통령 표창
- 2012 3.1문화상

## 생애 및 업적
이익춘 교수는 우수 연구성과를 비롯한 후학양성, 국제학술지 발간 등을 통해 한국의 물리화학을 일약 국제 수준으로 발돋움시킨 선도적인 화학자다.
평안북도 의주 출생인 이익춘은 1956년 서울대학교 화학과를 마치고, 영국으로 건너가 1960년 버밍엄대학에서 석사학위를, 1962년 런던대학에서 박사학위를 받았다. 귀국 후에는 원자력연구소 연구원을 거쳐 1965년 서울대학교 공과대학 응용화학과 교수가 되었다. 인하공과대학이 1972년 인하대학교로 승격되면서 그는 이듬해부터 1994년까지 화학과 교수를 지냈다.
이익춘은 우수한 논문의 출간에 있어 선구적인 역할을 했다. 1960년대 그의 주된 연구주제는 유기화학 반응속도론이었다. 유기치환반응을 이론적으로 이해하기 위해 분자궤도함수론을 이용한 연구를 해 나갔다. 1963년부터 영국유학 시절의 동료들과 공동 연구하여 미국화학회지에 논문을 발표했다. 1971년에는 서울대 응용화학과 대학원생 황보명관과 함께 원자가 이성질(valence isomerism)에 관한 논문을 미국화학회지에 실었다. 당시 국내에서 수행된 연구가 해외 유수 학술지에 실리는 것은 매우 드문 일이었다. 그를 비롯한 인하대 화학과 교수들과 대학원생들은 유기화학반응 메커니즘에 관해 많은 연구를 수행하면서 연구집단을 형성했다.
특히 이익춘이 제안한 교차작용상수(cross-interaction constant) 개념은 유기반응 전이상태의 구조를 해석하는 중요한 업적으로 평가된다. 그는 전이상태에서 반응중심에 전자 섭동을 일으킬 수 있는 두 가지 치환기를 동시에 변화시키는 반응모델을 설계하고 두 치환기의 전자 상호작용이 방정식으로 일반화됨을 보였다. 또한 교차작용 상수가 유기반응 메커니즘을 판별하고 전이상태를 해석하는 기준이 됨을 밝혔다. 치환기의 상호작용에 대한 개념 이론은 일반화되어 고급 유기화학 교과서(Neil Isaacs, Physical Organic Chemistry, 2nd ed.)에 수록되기도 했다.
이익춘은 후학 양성과 화학계의 연구 수준 향상을 위해서도 열정적으로 활동했다. 그는 인하대 화학과 1회 졸업생이 배출될 때 대학원에 석사과정을, 그리고 2년 뒤에 박사과정을 개설하여 후속세대 연구자를 키우는 데 앞장섰다. 그는 엄격하고도 지치지 않는 연구 지도로 유명했다. 그는 31명의 박사와 50명의 석사를 배출했다. 그의 제자들은 민간기업, 정부출연연구소, 대학 등으로 나가 물리화학 연구를 계속 했다. 그는 2006년 사비 1억 원을 인하대 화학과에 기부하여 잔잔한 감동을 주었다.
나아가 그는 한국의 화학 연구가 국제 수준으로 올라설 수 있도록 하는 여러 활동에 적극적이었다. 교육과 연구로 바빴던 1980년대에도 대한화학회에서 영문학술지 Bulletin of Korean Chemical Society 창간을 주도했다. 이 학술지는 창간 이듬해인 1981년에 국내 학술지 가운데 처음으로 SCI에  등록되었다. 또한 1991년부터 대한화학회 회장, 대한화학회 국제협력위원회 위원장을 차례로 맡아 학회의 발전에 힘을 보탰다. 그는 1997년부터 2002년까지 국제저널  Journal of Physical Organic Chemistry의 편집위원으로도 활동했다.
일생에 걸친 활발한 과학활동 덕분에 이익춘은 많은 영광의 순간을 누렸다. 그는 1982년과 1994년에 각각 대통령 표창을 받았다. 1987년에는 제1회 춘강상, 1993년에는 서울시 문화상을 수상했고, 2012년에는 3‧1문화상을 받았다.
그는 연구환경이 열악했던 1960년대 이래 활발히 연구하고, 국제학술지에 논문을 게재하는 등 화학 연구 선진화에 앞장섰다. 국제적으로 높게 평가된 유기반응 메커니즘과 전이상태 구조 규명 연구를 포함 500편 이상의 논문을 발표하고 81명의 석박사 인력을 키워냈다. 그는 개인적으로 교육과 연구의 양적, 질적 성취를 모두 이루었고 나아가 한국의 물리화학 연구가 도약할 든든한 기초를 놓았다.